# Myosorex sclateri
Myosorex sclateri là một loài động vật có vú trong họ Chuột chù, bộ Soricomorpha. Loài này được Thomas & Schwann mô tả năm 1905.